# 柱座

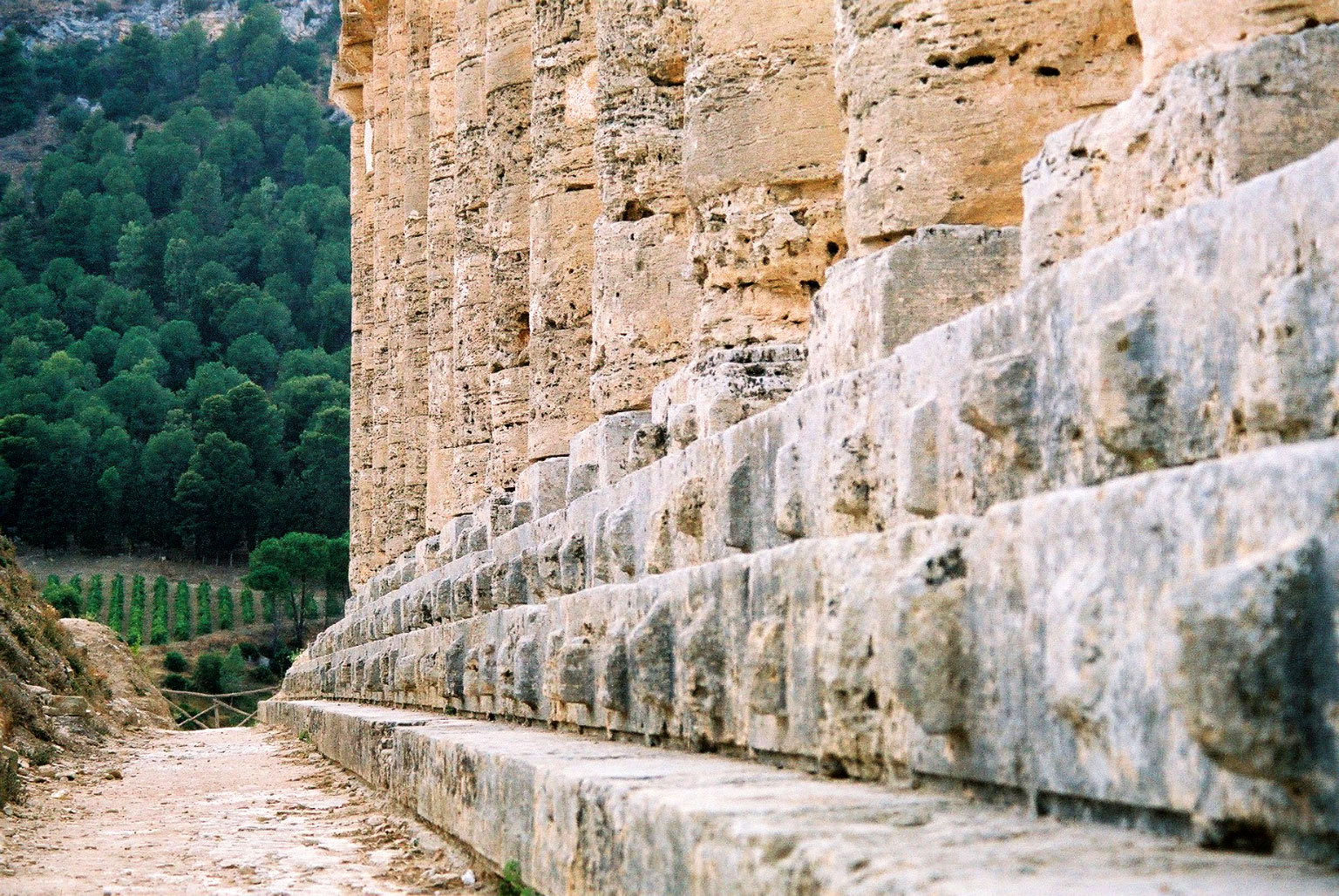
三台阶的台阶式基础上的柱座，一个位于西西里島，塞杰斯塔的多立克柱式神殿。

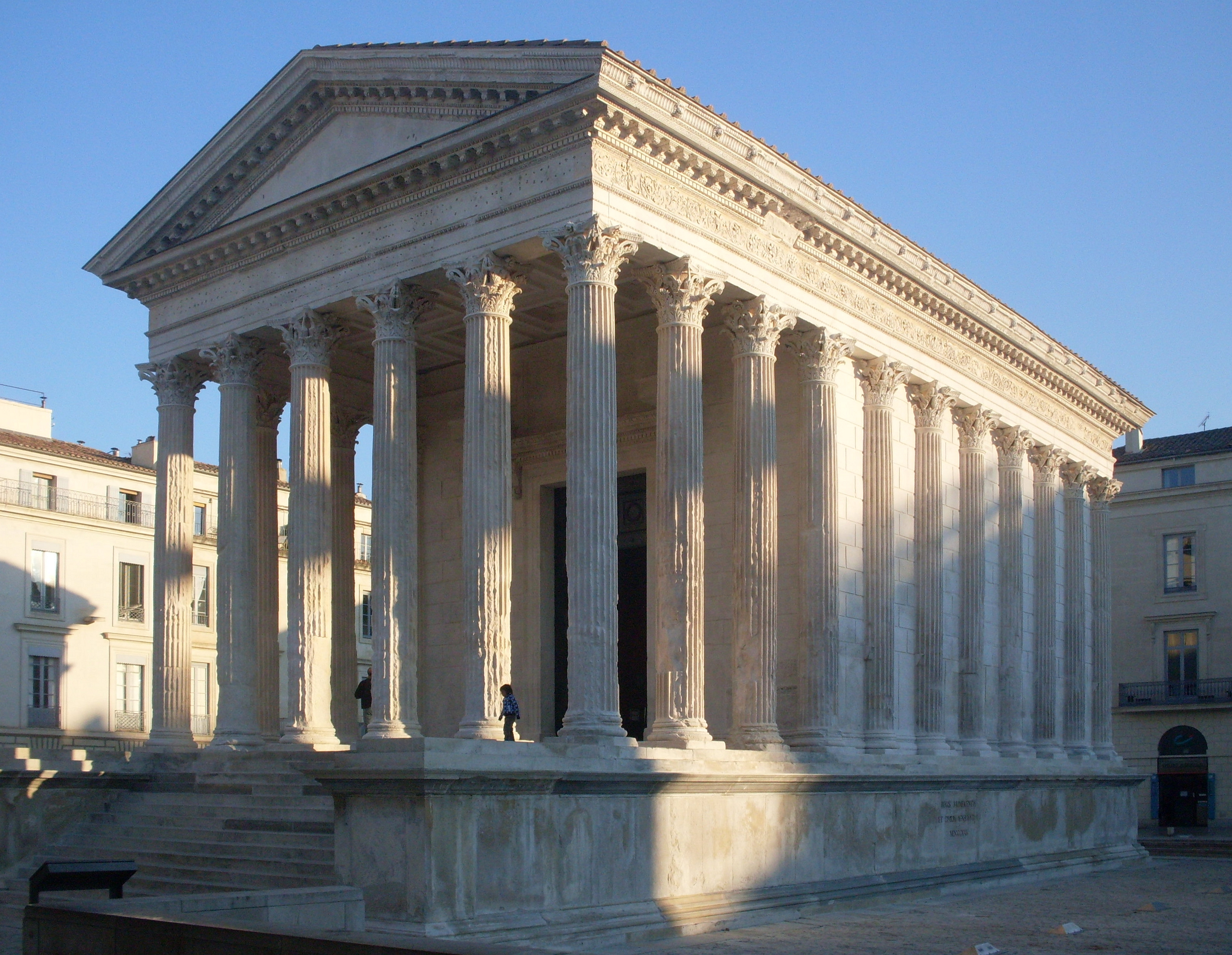
位于法国尼姆的古罗马方形神殿，应用了古罗马式柱座

柱座（英語：stylobate)，不同于柱础，是一个专用于描述古希腊/罗马柱式中，位于台阶式基础顶部，柱子底部平台的名词(柱座底与神殿内地面呈同一平面)。
有些文献用柱座来描述神殿基础的最上一层，而无柱底基（英語：stereobate）则被用来描述不与柱座相连的，地平面以上的，剩下的几层基础。有时柱座会被用来描述整个平面。
柱座经常被设计为贴合神殿其他元素的部分。在古希腊的多力克柱式中，柱座的长宽是相连的。在一些早期多立克式神殿中，柱座的宽度是柱长的三分之一。罗马帝国则发展向了不同的方向，他们使用高得多的柱座，并通常只有神殿正面才有台阶，形成了门廊。